# 141 T État 42.001 à 42.020
Les Mikado série 42.000 numéro 42.001 à 42.020 étaient des locomotives-tenders qui furent étudiées pour le service sur les lignes de la banlieue parisienne de Paris-Saint-Lazare, par l’Administration des chemins de fer de l'État.

## Genèse
Désireux d'améliorer les horaires de ses trains de la banlieue parisienne, le réseau de l'État fit étudier en 1913 une locomotive à forte adhérence de type Mikado-tender.
Bien que prévue en 1914, leur construction par les ateliers Fives-Lille ne put être réalisée qu'en 1922 à cause du premier conflit mondial, et sur vingt machines au lieu des soixante initialement prévues.

## Description
Ces locomotives font penser à une version tenderisée des Consolidation de la série 140-100, tant l'esthétique de ces deux séries présente des points communs.
Elles étaient équipées d'un moteur à deux cylindres à simple expansion avec une distribution du type « Walschaerts ». La chaudière était celle des 140-100 à foyer « Crampton », avec toutefois une surface de grille légèrement inférieure. Elles furent équipées de la réversibilité à partir de 1930 avec l'arrivée des rames Talbot, puis d'une conduite de chauffage par l'avant et par l'arrière ainsi que de tampons à plateau rectangulaire. À la création de la SNCF, elles subirent diverses modifications modernisant notablement leur aspect comme la pose d'écrans pare-fumée, l'installation d'un échappement « Kylchap » avec une porte de boîte à fumée type « Nord », le remplacement des soupapes « Lethuillier-Pinel » par des types « Coale » unifiées SNCF, et du compresseur à simple effet par un bi-compound. Elles furent également munies d'un réservoir-doseur de traitement « T.I.A », d'une turbodynamo, d'une soute à combustible agrandie ainsi que de fermetures latérales sur l'abri.

## Utilisation et services
Dès leur mise en service, les 42.000 assurèrent la traction des trains de banlieue au départ de Paris-Saint-Lazare, sur les lignes de Versailles-Rive-Droite et de Saint-Germain-en-Laye jusqu'à leur électrification en 1927, ainsi que sur les lignes de Paris-Mantes par Poissy et de Paris-Mantes par Conflans-Sainte-Honorine jusqu'en 1966. Sur ces deux dernières lignes, elles partagèrent la traction et la pousse des rames réversibles constituées de voitures Talbot et à deux niveaux État, avec les 141 TD qui clôtureront l'ère de la vapeur sur Paris-Saint-Lazare le 28 février 1967. Elles assurèrent également la traction de quelques trains de marchandises jusqu'à Trappes par la grande ceinture.
Durant toute leur carrière parisienne, elles ne connurent qu'une seule affectation, le dépôt des Batignolles.
À la création de la SNCF, elles furent immatriculées 3-141 TC 1 à 20.
La 3-141 TC 7 sera détruite lors de la Seconde Guerre mondiale, ramenant la série à dix-neuf unités.
Au début des années 1950, la mutation au dépôt des Batignolles de sept 141 TD supplémentaires provenant de la région Est, permit d'affecter plusieurs 3-141 TC au dépôt de Saint-Brieuc pour assurer la traction de trains de marchandises et de voyageurs sur les lignes à voie normale du Réseau breton, de Guingamp à Paimpol puis de Guingamp à Carhaix où elles circuleront jusqu'en septembre 1971.
L'utilisation de ces locomotives jusqu'à une période assez tardive, permit la préservation de l'une d'entre elles par l'AJECTA, la 3-141 TC 19 qui figure aujourd'hui dans la collection de l'association à Longueville.

## Modélisme
Les 141 TC ont jadis été reproduites à l'échelle HO par l'artisan Locostyl sous forme de kit en laiton. L'artisan Télétrains avait produit un transkit à monter sur une base de 140 C Jouef.